# Petrocosmea confluens
Petrocosmea confluens är en tvåhjärtbladig växtart som beskrevs av Wen Tsai Wang. Petrocosmea confluens ingår i släktet Petrocosmea och familjen Gesneriaceae. Inga underarter finns listade i Catalogue of Life.